# Campodorus signator
Campodorus signator är en stekelart som först beskrevs av Per Abraham Roman 1909.  Campodorus signator ingår i släktet Campodorus och familjen brokparasitsteklar. Inga underarter finns listade.